# Георги Стоянов – Бигор
Георги Стоянов „Бигор“ е български кинодеец, сценарист и режисьор.

## Биография
Роден е в пазарджишкото село Варвара на 30 ноември 1925 г. Учи в съседното село Ветрен дол, а след това продължва обучението си в Пазарджик и Пловдив. Следва право, завършва с отличие Театралната академия „Кръстю Сарафов“. Специализирал в Загреб, Москва, Петербург и Париж, защитава научна степен във Всесъюзния държавен институт за кино, тогава СССР.
Бил е председател и член на национални и международни журита, член на Изпълнителния комитет на Световната федерация на филмотеките, експерт към комисии на ЮНЕСКО. Представял е най-престижните български филми в близки и далечни страни.
Сценарист и режисьор на кино и видео-филми, отличавани с национални и международни награди. Автор е на много книги. Член е на Съюза на писателите, на Съюза на журналистите и на Съюза на кинодейците. Удостояван 2 пъти със златни пера на СБЖ.
Умира през 2014 г. Погребан е в Централните софийски гробища.

## Произведения
- „Киноизкуство: избрани кадри от български филми“[4]
- „Поезия в киното“
- „Българското кино и пионерските му неволи“
- „Филми от златния фонд“